# یواس‌اس لوگان (ای‌پی‌ای-۱۹۶)
یواس‌اس لوگان (ای‌پی‌ای-۱۹۶) (به انگلیسی: USS Logan (APA-196)) یک کشتی بود که طول آن ۴۵۵ فوت (۱۳۹ متر) بود. این کشتی در سال ۱۹۴۴ ساخته شد.